# Casa Agustina
La Casa Agustina és una obra de la Vall de Boí (Alta Ribagorça) inclosa a l'Inventari del Patrimoni Arquitectònic de Catalunya.

## Descripció
Unitat tipològica com les descrites formada per casa, paller, era, cobert i estable de caràcter familiar -residencial, agrícola i ramader. La casa, d'estructura força allargassada i rectangular té la coberta a doble vessant. És parcialment arrebossada i també compta amb un voladís de fusta sota teulada. El cobert és obert, amb estructures de fusta i el paller és de pedra i s'ubiquen com l'era en la part posterior de la casa.